# شيلي بيرمان
شيلي بيرمان (بالإنجليزية: Shelley Berman)‏‏ (3 فبراير 1925 - 1 سبتمبر 2017)، هو ممثل كوميدي وكاتب سيناريو وشاعر ومدرس أمريكي بدأ مسيرته الفنية سنة 1954. حصل على أول جائزة غرامي من نوع أفضل تسجيل صوتي كوميدي سنة 1959.

## وصلات خارجية
- الموقع الرسمي
- شيلي بيرمان على موقع IMDb (الإنجليزية)
- شيلي بيرمان على موقع الموسوعة البريطانية (الإنجليزية)
- شيلي بيرمان على موقع روتن توميتوز (الإنجليزية)
- شيلي بيرمان على موقع ألو سيني (الفرنسية)
- شيلي بيرمان على موقع ميوزك برينز (الإنجليزية)
- شيلي بيرمان على موقع تيرنر كلاسيك موفيز (الإنجليزية)
- شيلي بيرمان على موقع أول موفي (الإنجليزية)
- شيلي بيرمان على موقع قاعدة بيانات برودواي على الإنترنت (الإنجليزية)
- شيلي بيرمان على موقع قاعدة بيانات الأفلام السويدية (السويدية)
- شيلي بيرمان على موقع إن إن دي بي (الإنجليزية)